# Anthony E. Zuiker
Anthony E. Zuiker (pronunțat /ˈzaɪkər/;  n. 17 august 1968, Blue Island⁠(d), Illinois, SUA) este un regizor de televiziune american, producător de seriale de televiziune și autor. El este cel mai cunoscut ca fiind creatorul serialului CSI - Crime și Investigații. El a produs toate cele cinci seriale din franciza CSI: CSI - Crime și Investigații, CSI: Miami, CSI: NY, CSI: Cyber și CSI: Vegas. Compania sa de producție se numește Dare to Pass.
Pe lângă seriile CSI, el a creat serialul polițist de mister⁠(en)[traduceți] Whodunnit?. Zuiker a fost, de asemenea, creatorul seriilor de pe internet Cybergeddon. El a primit în 2013 Pioneer Award, în cadrul ediției Premiilor Emmy Digitale Internaționale pentru Cybergeddon. În 2011, a lansat canalul BlackBoxTV pentru YouTube.  Cel mai recent, Zuiker și-a lansat primul serial de desene animate pentru copii, Mysteryopolis, pe tabletele Nabi.